# Atletika na Letních olympijských hrách 1980
Atletika na Letních olympijských hrách v roce 1980, které se konaly v  Moskvě, zahrnovala 38 atletických disciplín, z toho 24 pro muže a 14 pro ženy. Celkem bylo uděleno 114 medailí (38 zlatých, 39 stříbrných, 37 bronzových).

## Přehled vítězů

### Muži
| Disciplína                | Zlato                                                                                           | Výkon     | Stříbro                                                                                             | Výkon     | Bronz                                                                             | Výkon     |
| běh na 100 m              | Allan Wells · Velká Británie (GBR)                                                              | 10.25     | Silvio Leonard · Kuba (CUB)                                                                         | 10.25     | Petar Petrov · Bulharsko (BUL)                                                    | 10.42     |
| běh na 200 m              | Pietro Mennea · Itálie (ITA)                                                                    | 20.19     | Allan Wells · Velká Británie (GBR)                                                                  | 20.21     | Donald Quarrie · Jamajka (JAM)                                                    | 20.29     |
| běh na 400 m              | Viktor Markin · Sovětský svaz (URS)                                                             | 44.60     | Rick Mitchell · Austrálie (AUS)                                                                     | 44.84     | Frank Schaffer · Německá demokratická republika (GDR)                             | 44.87     |
| běh na 800 m              | Steve Ovett · Velká Británie (GBR)                                                              | 1:45.40   | Sebastian Coe · Velká Británie (GBR)                                                                | 1:45.85   | Nikolaj Kirov · Sovětský svaz (URS)                                               | 1:45.94   |
| běh na 1500 m             | Sebastian Coe · Velká Británie (GBR)                                                            | 3:38.40   | Jürgen Straub · Německá demokratická republika (GDR)                                                | 3:38.80   | Steve Ovett · Velká Británie (GBR)                                                | 3:38.99   |
| běh na 5000 metrů         | Miruts Yifter · Etiopie (ETH)                                                                   | 13:20.91  | Suleiman Nyambui · Tanzanie (TAN)                                                                   | 13:21.60  | Kaarlo Maaninka · Finsko (FIN)                                                    | 13:22.00  |
| běh na 10 000 metrů       | Miruts Yifter · Etiopie (ETH)                                                                   | 27:42.69  | Kaarlo Maaninka · Finsko (FIN)                                                                      | 27:44.28  | Mohamed Kedir · Etiopie (ETH)                                                     | 27:44.64  |
| 110 m překážek            | Thomas Munkelt · Německá demokratická republika (GDR)                                           | 13.39     | Alejandro Casañas · Kuba (CUB)                                                                      | 13.40     | Alexandr Pučkov · Sovětský svaz (URS)                                             | 13.44     |
| běh na 400 metrů překážek | Volker Beck · Německá demokratická republika (GDR)                                              | 48.70     | Vasil Archipenko · Sovětský svaz (URS)                                                              | 48.86     | Gary Oakes · Velká Británie (GBR)                                                 | 49.11     |
| Běh na 3000 m překážek    | Bronisław Malinowski · Polsko (POL)                                                             | 8:09.70   | Filbert Bayi · Tanzanie (TAN)                                                                       | 8:12.48   | Eshetu Tura · Etiopie (ETH)                                                       | 8:13.57   |
| 4 × 100 m štafeta         | Sovětský svaz (URS) · Vladimir Muravjov · Nikolaj Sidorov · Andrej Prokofjev · Alexandr Aksinin | 38.26     | Polsko (POL) · Zenon Licznerski · Leszek Dunecki · Marian Woronin · Krzysztof Zwoliński             | 38.33     | Francie (FRA) · Patrick Barre · Pascal Barre · Hermann Panzo · Antoine Richard    | 38.53     |
| 4 × 400 m štafeta         | Sovětský svaz (URS) · Viktor Markin · Remigijus Valiulis · Michail Linge · Nikolaj Černěckij    | 3:01.08   | Německá demokratická republika (GDR) · Klaus Thiele · Andreas Knebel · Frank Schaffer · Volker Beck | 3:01.26   | Itálie (ITA) · Roberto Tozzi · Mauro Zuliani · Stefano Malinverni · Pietro Mennea | 3:04.54   |
| Maratonský běh            | Waldemar Cierpinski · Německá demokratická republika (GDR)                                      | 2:11:03   | Gerard Nijboer · Nizozemsko (NED)                                                                   | 2:11:20   | Setymkul Džumanazarov · Sovětský svaz (URS)                                       | 2:11:35   |
| Chůze na 20 km (silnice)  | Maurizio Damilano · Itálie (ITA)                                                                | 1:23:35.5 | Pjotr Počinčuk · Sovětský svaz (URS)                                                                | 1:25:45.4 | Roland Wieser · Německá demokratická republika (GDR)                              | 1:25:58.2 |
| Chůze na 50 km (silnice)  | Hartwig Gauder · Německá demokratická republika (GDR)                                           | 3:49.24   | Jorge Llopart · Španělsko (ESP)                                                                     | 3:51.25   | Jevgenij Ivčenko · Sovětský svaz (URS)                                            | 3:56.32   |
| Skok do dálky             | Lutz Dombrowski · Německá demokratická republika (GDR)                                          | 8.54 m    | Frank Paschek · Německá demokratická republika (GDR)                                                | 8.21 m    | Valerij Pidlužnyj · Sovětský svaz (URS)                                           | 8.18 m    |
| Trojskok                  | Jaak Uudmäe · Sovětský svaz (URS)                                                               | 17.35 m   | Viktor Sanějev · Sovětský svaz (URS)                                                                | 17.24 m   | João Carlos de Oliveira · Brazílie (BRA)                                          | 17.22 m   |
| Skok do výšky             | Gerd Wessig · Německá demokratická republika (GDR)                                              | 2.36 m    | Jacek Wszoła · Polsko (POL)                                                                         | 2.31 m    | Jörg Freimuth · Německá demokratická republika (GDR)                              | 2.31 m    |
| Skok o tyči               | Władysław Kozakiewicz · Polsko (POL)                                                            | 5.78 m    | Konstantin Volkov · Sovětský svaz (URS) · Tadeusz Ślusarski · Polsko (POL)                          | 5.65 m    | none                                                                              | --        |
| Vrh koulí                 | Volodimir Kiseljov · Sovětský svaz (URS)                                                        | 21.35 m   | Alexandr Baryšnikov · Sovětský svaz (URS)                                                           | 21.08 m   | Udo Beyer · Německá demokratická republika (GDR)                                  | 21.06 m   |
| Hod diskem                | Viktor Raščupkin · Sovětský svaz (URS)                                                          | 66.64 m   | Imrich Bugár · Československo (TCH)                                                                 | 66.38 m   | Luis Delís · Kuba (CUB)                                                           | 66.32 m   |
| Hod oštěpem               | Dainis Kula · Sovětský svaz (URS)                                                               | 91.20 m   | Alexandr Makarov · Sovětský svaz (URS)                                                              | 89.64 m   | Wolfgang Hanisch · Německá demokratická republika (GDR)                           | 86.72 m   |
| Hod kladivem              | Jurij Sedych · Sovětský svaz (URS)                                                              | 81.80 m   | Sergej Litvinov · Sovětský svaz (URS)                                                               | 80.64 m   | Jüri Tamm · Sovětský svaz (URS)                                                   | 78.96 m   |
| Desetiboj                 | Daley Thompson · Velká Británie (GBR)                                                           | 8495 bodů | Jurij Kucenko · Sovětský svaz (URS)                                                                 | 8331 bodů | Sergej Želanov · Sovětský svaz (URS)                                              | 8135 bodů |

### Ženy
| Disciplína         | Zlato | Výkon     | Stříbro | Výkon     | Bronz                                                                                           | Výkon     |
| běh na 100 m       | Ljudmila Kondraťjevová · Sovětský svaz (URS)                                                                     | 11.06     | Marlies Göhrová · Německá demokratická republika (GDR)                                                     | 11.07     | Ingrid Auerswaldová · Německá demokratická republika (GDR)                                      | 11.14     |
| běh na 200 m       | Bärbel Wöckelová · Německá demokratická republika (GDR)                                                          | 22.03     | Natalja Bočinová · Sovětský svaz (URS)                                                                     | 22.19     | Merlene Otteyová · Jamajka (JAM)                                                                | 22.20     |
| běh na 400 m       | Marita Kochová · Německá demokratická republika (GDR)                                                            | 48.88     | Jarmila Kratochvílová · Československo (TCH)                                                               | 49.46     | Christina Lathanová · Německá demokratická republika (GDR)                                      | 49.66     |
| běh na 800 m       | Naděžda Olizarenková · Sovětský svaz (URS)                                                                       | 1:53.43   | Olga Minějevová · Sovětský svaz (URS)                                                                      | 1:54.81   | Taťjana Providochinová · Sovětský svaz (URS)                                                    | 1:55.46   |
| běh na 1500 m      | Taťjana Kazankinová · Sovětský svaz (URS)                                                                        | 3:56.56   | Christiane Wartenbergová · Německá demokratická republika (GDR)                                            | 3:57.71   | Naděžda Olizarenková · Sovětský svaz (URS)                                                      | 3:59.52   |
| 100 metrů překážek | Věra Komisovová · Sovětský svaz (URS)                                                                            | 12.56     | Johanna Schallerová · Německá demokratická republika (GDR)                                                 | 12.63     | Lucyna Langerová · Polsko (POL)                                                                 | 12.65     |
| 4 × 100 m štafeta  | Německá demokratická republika (GDR) · Romy Müllerová · Bärbel Wöckelová · Ingrid Auerswaldová · Marlies Göhrová | 41.60     | Sovětský svaz (URS) · Věra Komisovová · Ljudmila Maslakovová · Věra Anisimovová · Natalja Bočinová         | 42.10     | Velká Británie (GBR) · Heather Hunte · Kathy Smallwoodová · Beverley Goddard · Sonia Lannaman   | 42.43     |
| 4 × 400 m štafeta  | Sovětský svaz (URS) · Taťjana Proročenková · Taťjana Gojščiková · Nina Zjuskovová · Irina Nazarovová             | 3:20.12   | Německá demokratická republika (GDR) · Barbara Krug · Gabriele Löwe · Christina Lathanová · Marita Kochová | 3:20.35   | Velká Británie (GBR) · Linsey MacDonald · Michelle Probert · Joslyn Hoyte-Smith · Donna Hartley | 3:27.74   |
| Skok do dálky      | Taťána Kolpakovová · Sovětský svaz (URS)                                                                         | 7.06 m    | Brigitte Wujaková · Německá demokratická republika (GDR)                                                   | 7.04 m    | Taťjana Skačková · Sovětský svaz (URS)                                                          | 7.01 m    |
| Skok do výšky      | Sara Simeoniová · Itálie (ITA)                                                                                   | 1.97 m    | Urszula Kielanová · Polsko (POL)                                                                           | 1.94 m    | Jutta Kirstová · Německá demokratická republika (GDR)                                           | 1.94 m    |
| Vrh koulí          | Ilona Slupianeková · Německá demokratická republika (GDR)                                                        | 22.41 m   | Světlana Kračevská · Sovětský svaz (URS)                                                                   | 21.42 m   | Margitta Pufeová · Německá demokratická republika (GDR)                                         | 21.20 m   |
| Hod diskem         | Evelin Jahlová · Německá demokratická republika (GDR)                                                            | 69.96 m   | Maria Petkovová · Bulharsko (BUL)                                                                          | 67.90 m   | Taťána Lesová · Sovětský svaz (URS)                                                             | 67.40 m   |
| Hod oštěpem        | Maria Colónová · Kuba (CUB)                                                                                      | 68.40 m   | Saida Gunbaová · Sovětský svaz (URS)                                                                       | 67.76 m   | Ute Hommolaová · Německá demokratická republika (GDR)                                           | 66.56 m   |
| Pětiboj            | Nadija Tkačenková · Sovětský svaz (URS)                                                                          | 5083 bodů | Olga Rukavišnikovová · Sovětský svaz (URS)                                                                 | 4937 bodů | Olga Kuraginová · Sovětský svaz (URS)                                                           | 4875 bodů |

## Medailové pořadí
| Umístění | Stát                                 | Zlato | Stříbro | Bronz | Celkem |
| -------- | ------------------------------------ | ----- | ------- | ----- | ------ |
| 1        | Sovětský svaz (URS)                  | 15    | 14      | 12    | 41     |
| 2        | Německá demokratická republika (GDR) | 11    | 8       | 10    | 29     |
| 3        | Velká Británie (GBR)                 | 4     | 2       | 4     | 10     |
| 4        | Itálie (ITA)                         | 3     | 0       | 1     | 4      |
| 5        | Polsko (POL)                         | 2     | 4       | 1     | 7      |
| 6        | Etiopie (ETH)                        | 2     | 0       | 2     | 4      |
| 7        | Kuba (CUB)                           | 1     | 2       | 1     | 4      |
| 8        | Československo (TCH)                 | 0     | 2       | 0     | 2      |
| 8        | Tanzanie (TAN)                       | 0     | 2       | 0     | 2      |
| 10       | Bulharsko (BUL)                      | 0     | 1       | 1     | 2      |
| 10       | Finsko (FIN)                         | 0     | 1       | 1     | 2      |
| 12       | Austrálie (AUS)                      | 0     | 1       | 0     | 1      |
| 12       | Nizozemsko (NED)                     | 0     | 1       | 0     | 1      |
| 12       | Španělsko (ESP)                      | 0     | 1       | 0     | 1      |
| 15       | Jamajka (JAM)                        | 0     | 0       | 2     | 2      |
| 16       | Brazílie (BRA)                       | 0     | 0       | 1     | 1      |
| 16       | Francie (FRA)                        | 0     | 0       | 1     | 1      |